# Porte de Montreuil (métro de Paris)
Porte de Montreuil est une station de la ligne 9 du métro de Paris, située dans le 20e arrondissement de Paris.

## Histoire

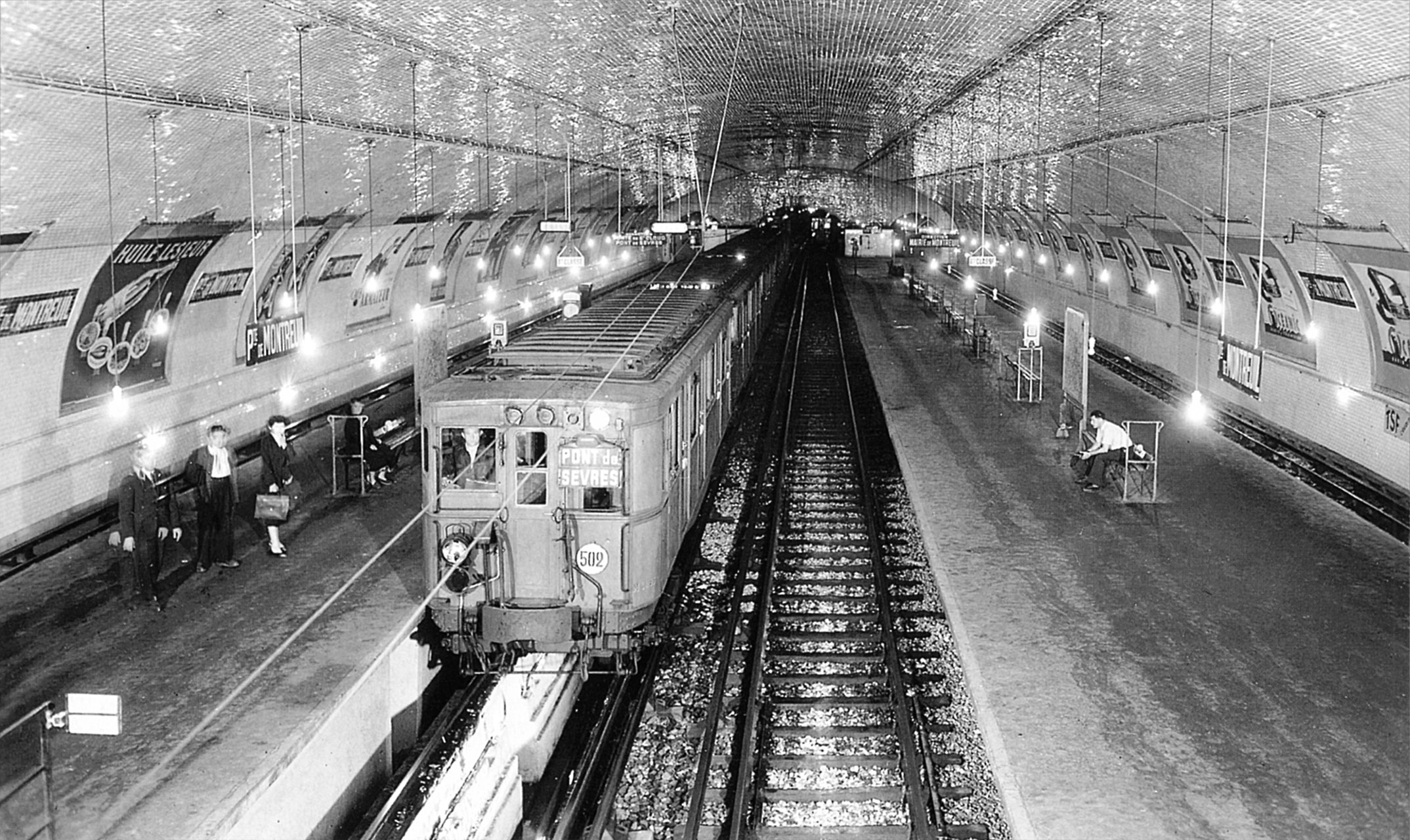
Les quais durant les années 1930.

La station est ouverte le 10 décembre 1933, alors terminus de la ligne allant jusqu'à la Porte de Saint-Cloud.
Une porte de l’enceinte des fortifications contrôlait l’entrée de la route départementale numéro 41 de Paris à Rosny (actuelle RN 302). Sur le glacis de ces fortifications se tient aujourd’hui le marché aux puces de Montreuil.
Le nombre quotidien de voyageurs entrants s'élevait à 11 900 en 2003.
En 2019, 4 344 016 voyageurs sont entrés à cette station ce qui la place à la 104e position des stations de métro pour sa fréquentation.
En 2020, avec la crise du Covid-19, 2 383 093 voyageurs sont entrés dans cette station ce qui la place à la 93e position des stations de métro pour sa fréquentation.
En 2021, la fréquentation remonte progressivement, avec 3 067 413 voyageurs qui sont entrés dans cette station ce qui la place à la 103e position des stations de métro pour sa fréquentation.

## Services aux voyageurs

### Accès
La station dispose de quatre accès (deux sur l'avenue de la Porte-de-Montreuil et deux autres sur le boulevard Davout) :
- l'accès no 1 « Avenue de la Porte de Montreuil » ;
- l'accès no 2 « Boulevard Davout » ;
- l'accès no 3 « Rue d'Avron » ;
- l'accès no 4 « Rue du Volga ».

Accès à la station
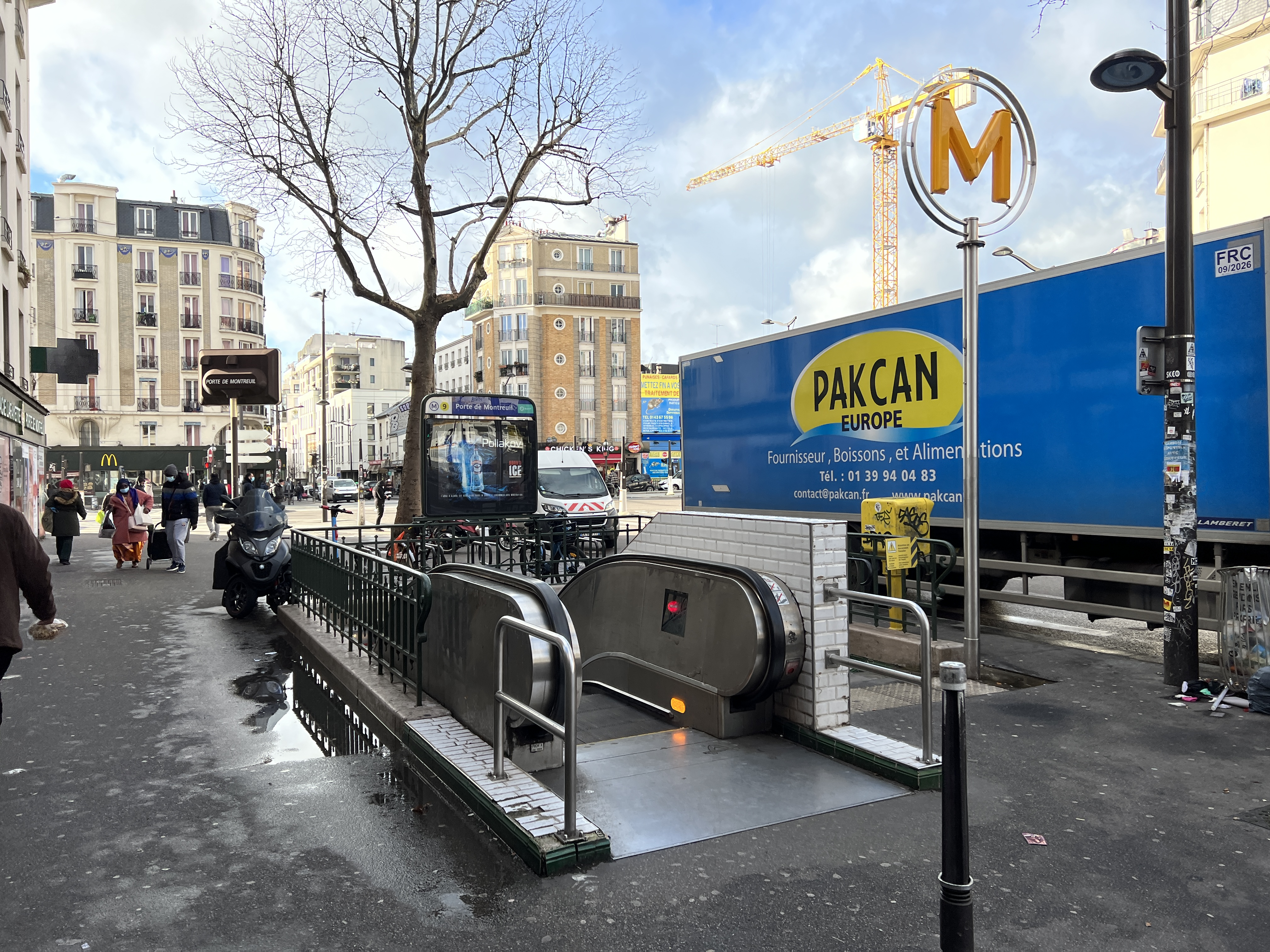
L'accès no 1 « Avenue de la Porte de Montreuil ».
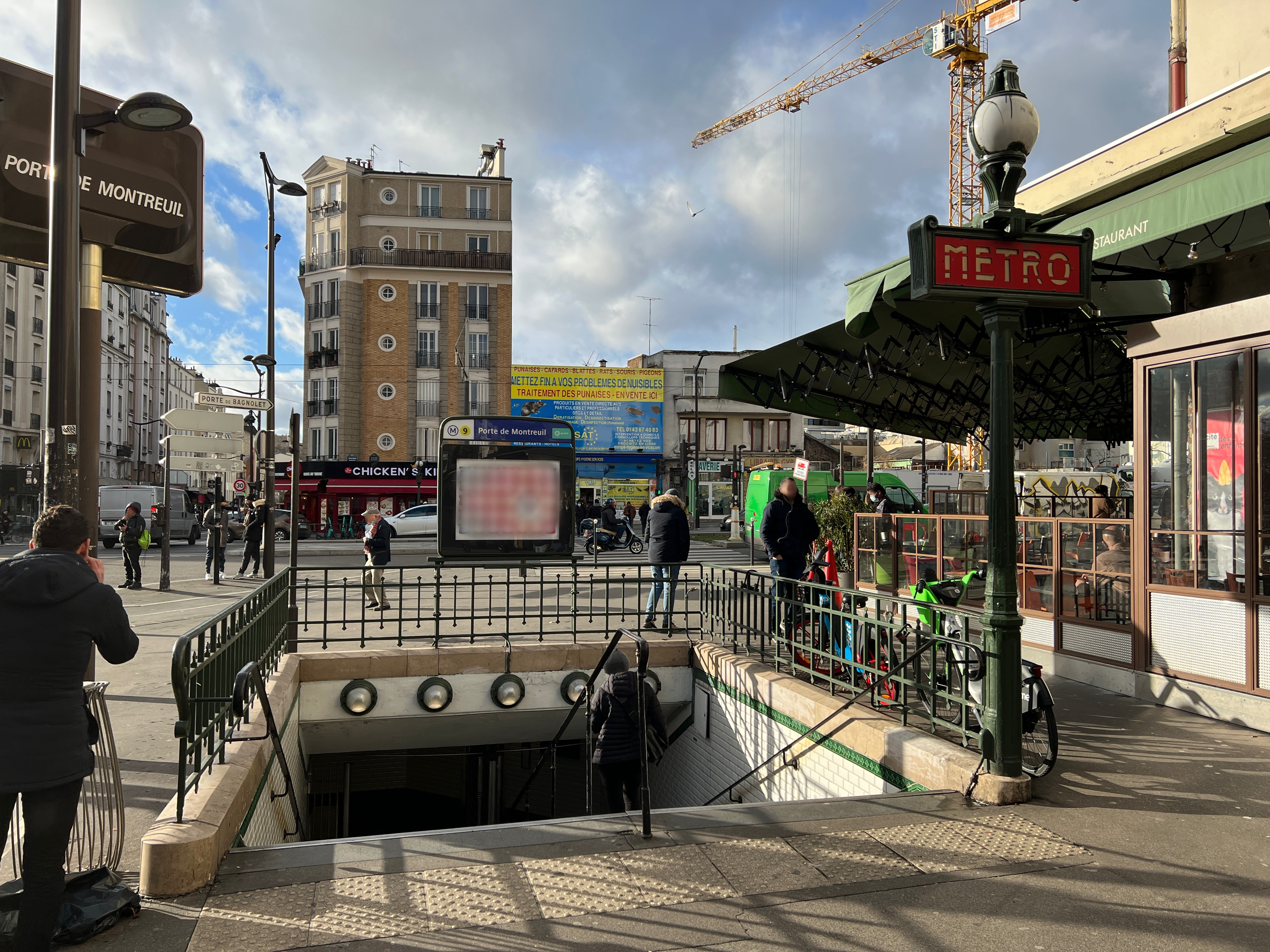
L'accès no 2 « Boulevard Davout ».
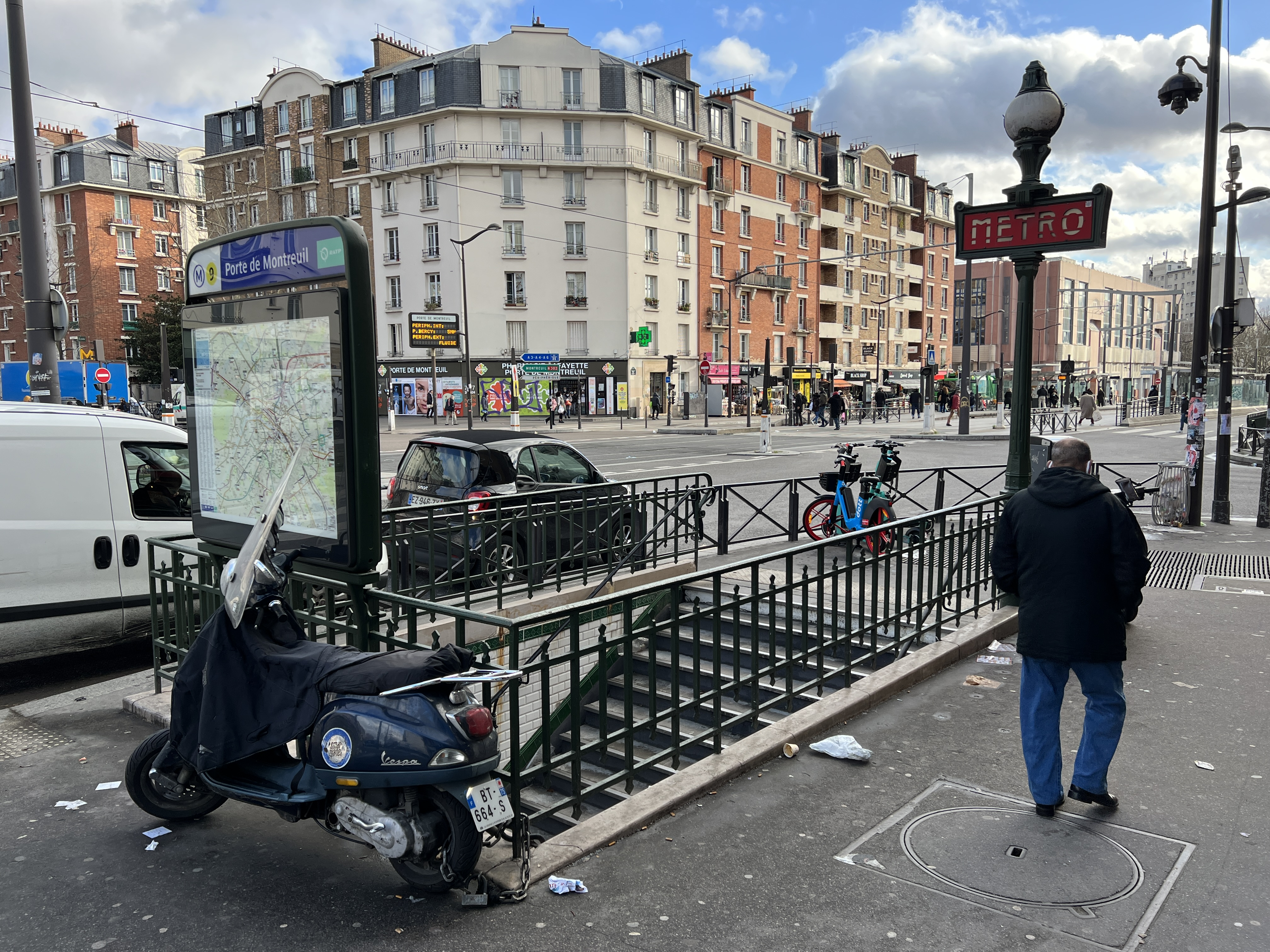
L'accès no 3 « Rue d'Avron ».
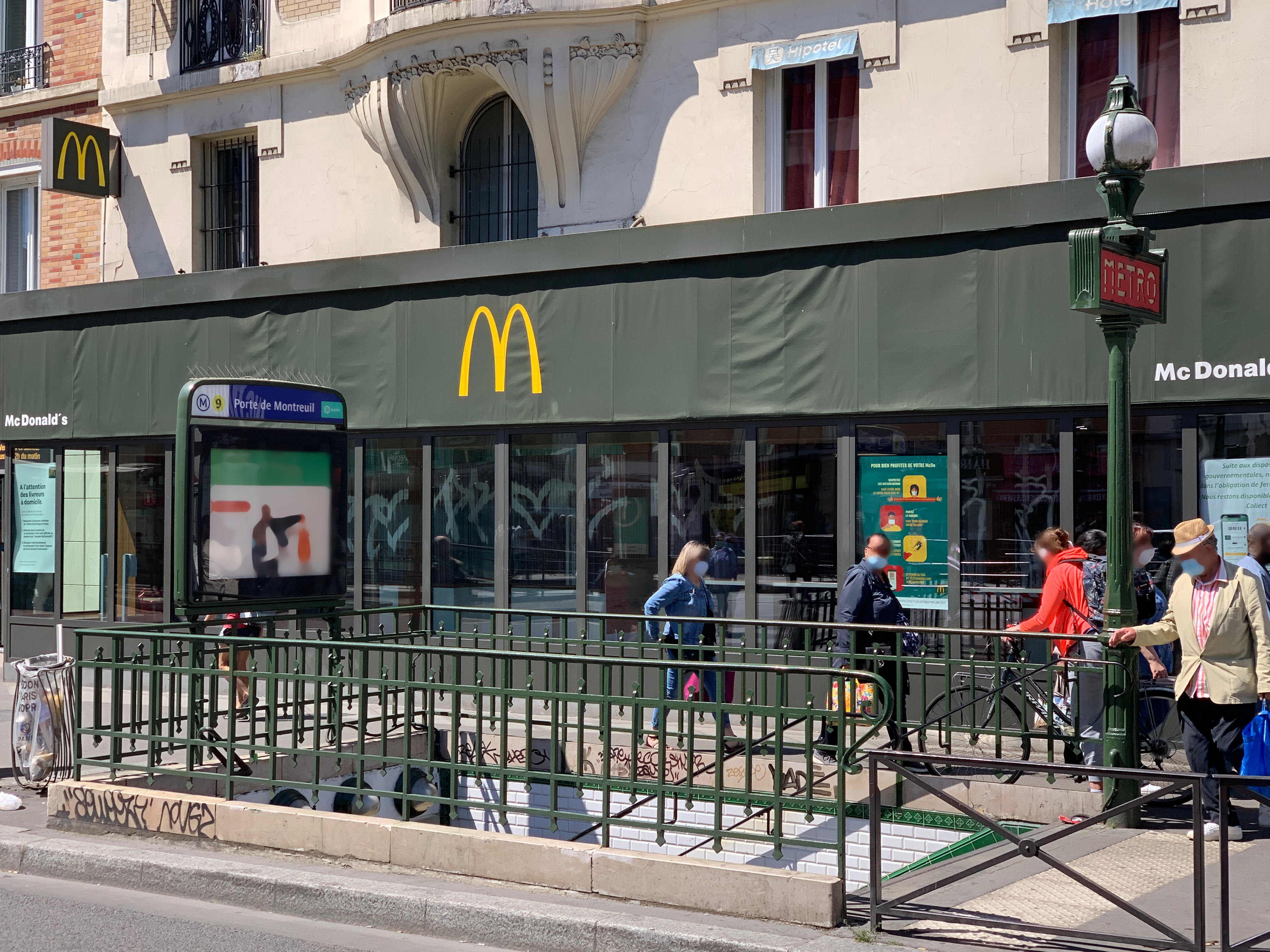
L'accès no 4 « Rue du Volga ».

.

### Quais

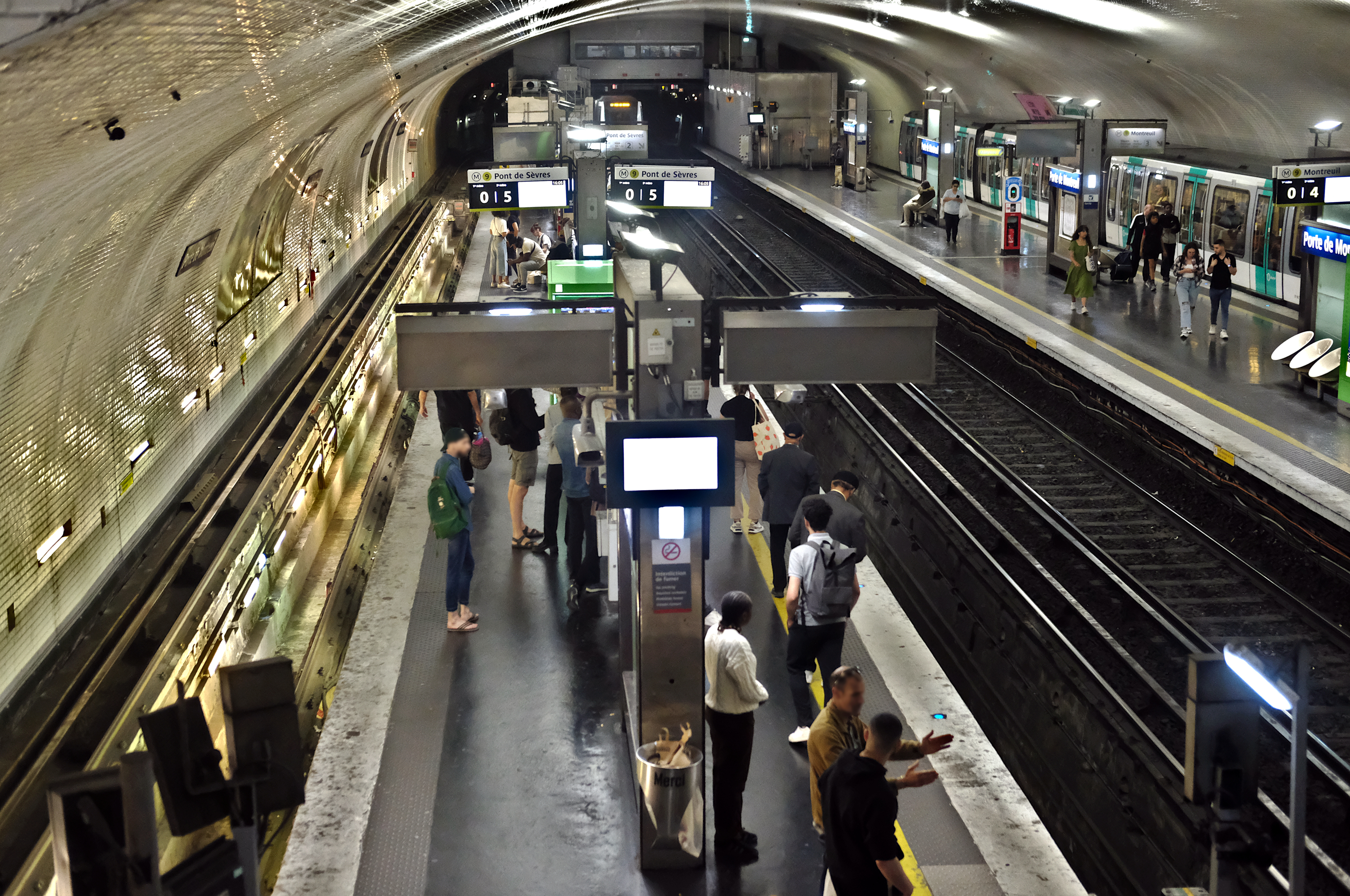
Les quatre voies et les deux quais de la station.

Du fait de son ancien statut de station terminus, la station possède quatre voies et deux quais, chacun d'eux étant encadré par deux voies. La voûte est elliptique, comme pour la plupart des stations, celle-ci ayant la plus grande ouverture du métro de Paris avec 22,5 mètres d'envergure. Une maigre différence de largeur existe entre les deux quais, celui en direction de Montreuil étant le plus large. Les carreaux de céramique blancs biseautés recouvrent les piédroits, la voûte et les tympans. Les cadres publicitaires (inutilisés) sont blancs et le nom de la station est inscrit en police de caractère Parisine sur plaques émaillées sur les piédroits et sur panneaux rétro-éclairés sur les quais, intégrés à des structures métalliques. Les quais sont équipés de sièges « Akiko » de couleur crème et de lampes d'éveil et de vigilance bleues encastrées dans les bordures.

### Intermodalité

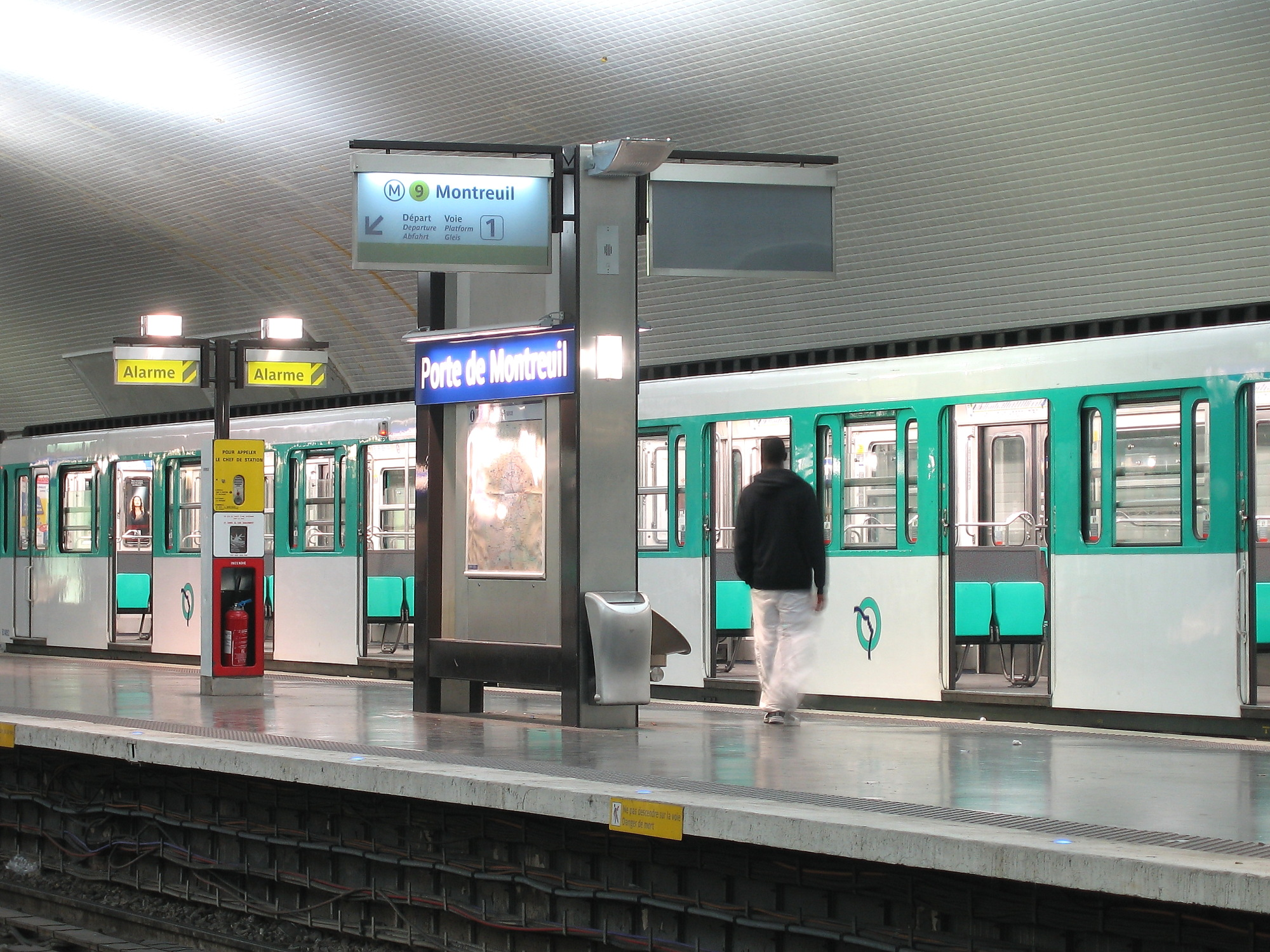
Vue du quai à destination de la Mairie de Montreuil, avec un MF 67 à quai.

La station est en correspondance avec la ligne de tramway T3b, depuis le 15 décembre 2012, ligne reliant la porte de Vincennes à la porte Dauphine en passant par les boulevards des Maréchaux (côté est). Elle est également desservie par les lignes 57, 202, 215, 351 et La Traverse de Charonne (501), cette dernière étant une ligne urbaine assurant un service circulaire depuis la place Gambetta via l'arrêt Pyrénées-Docteur Netter. La ligne 351 est un moyen de transport pour se rendre à l'aéroport de Roissy-Charles-de-Gaulle ne desservant la porte de Montreuil que le week-end et les jours fériés.